# Fügekaktusz

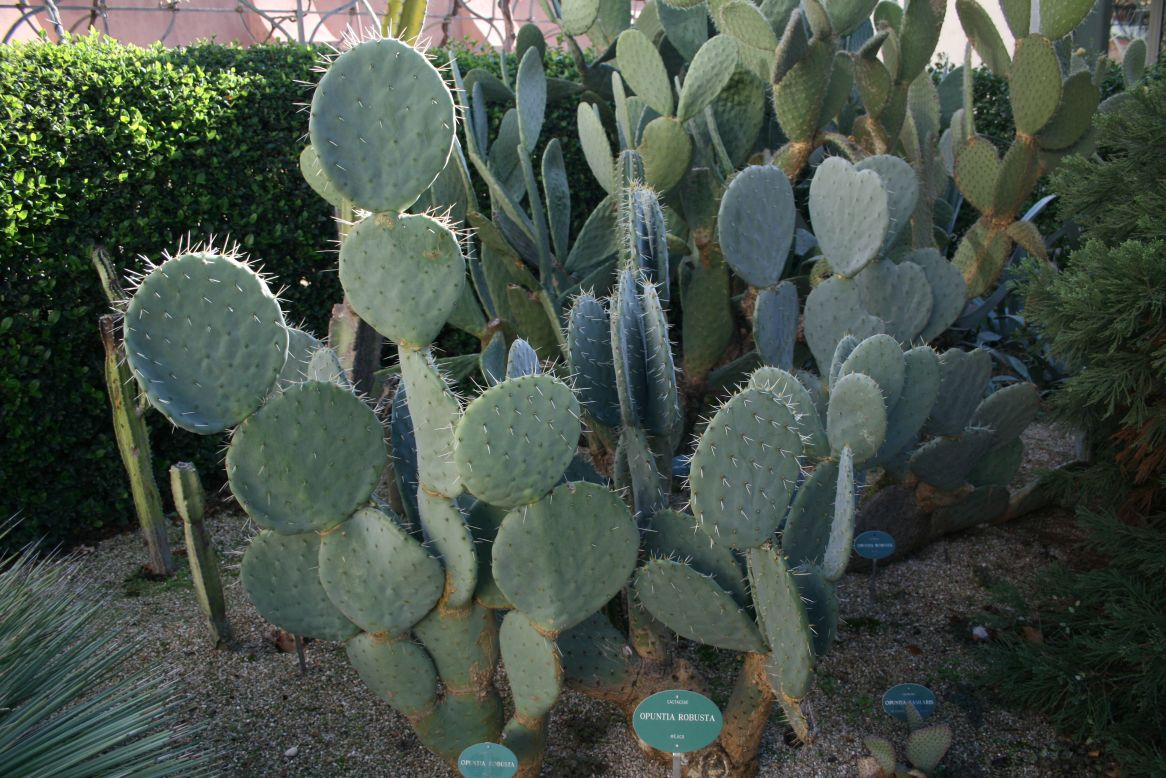
Opuntia-fajok

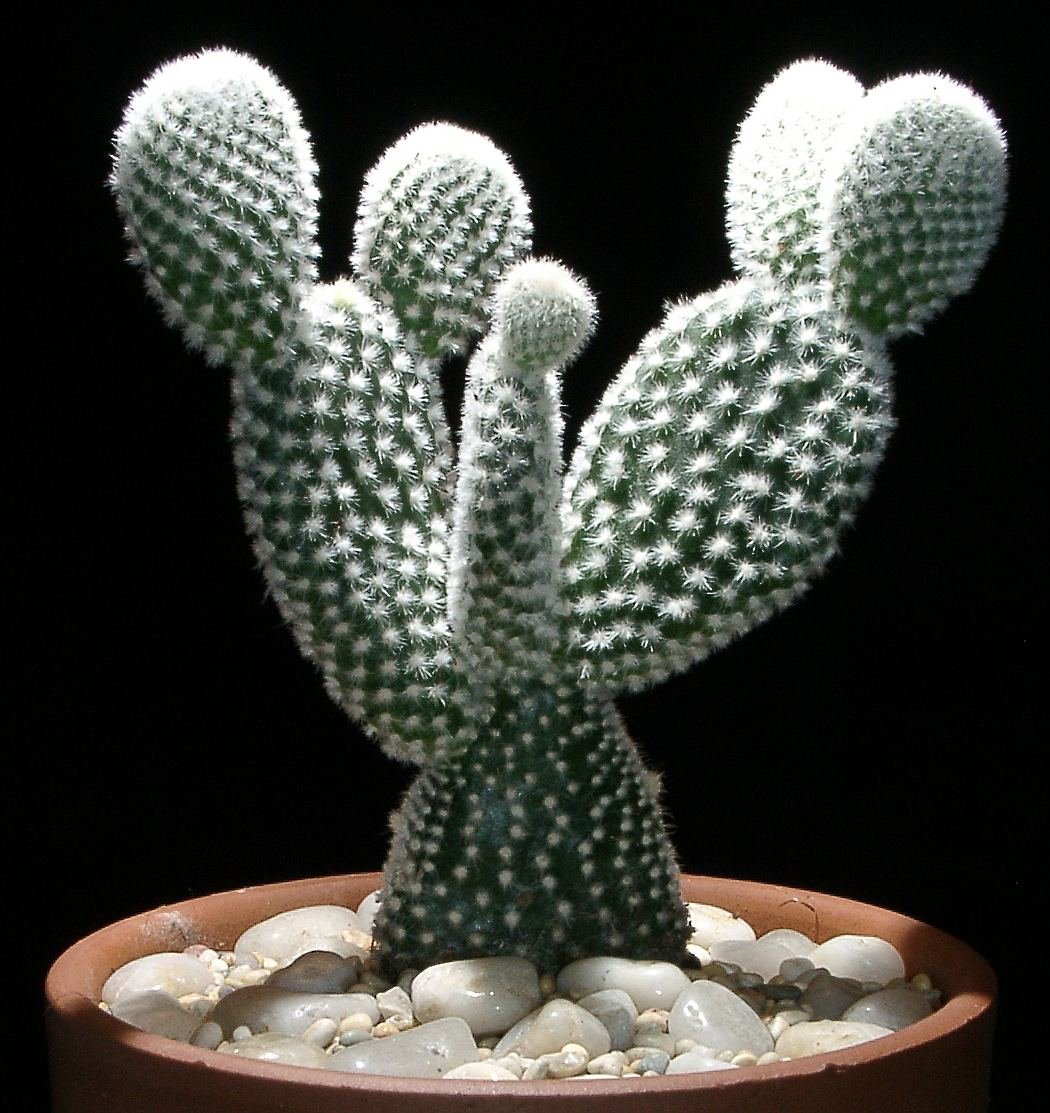
Opuntia microdasys var. albispina

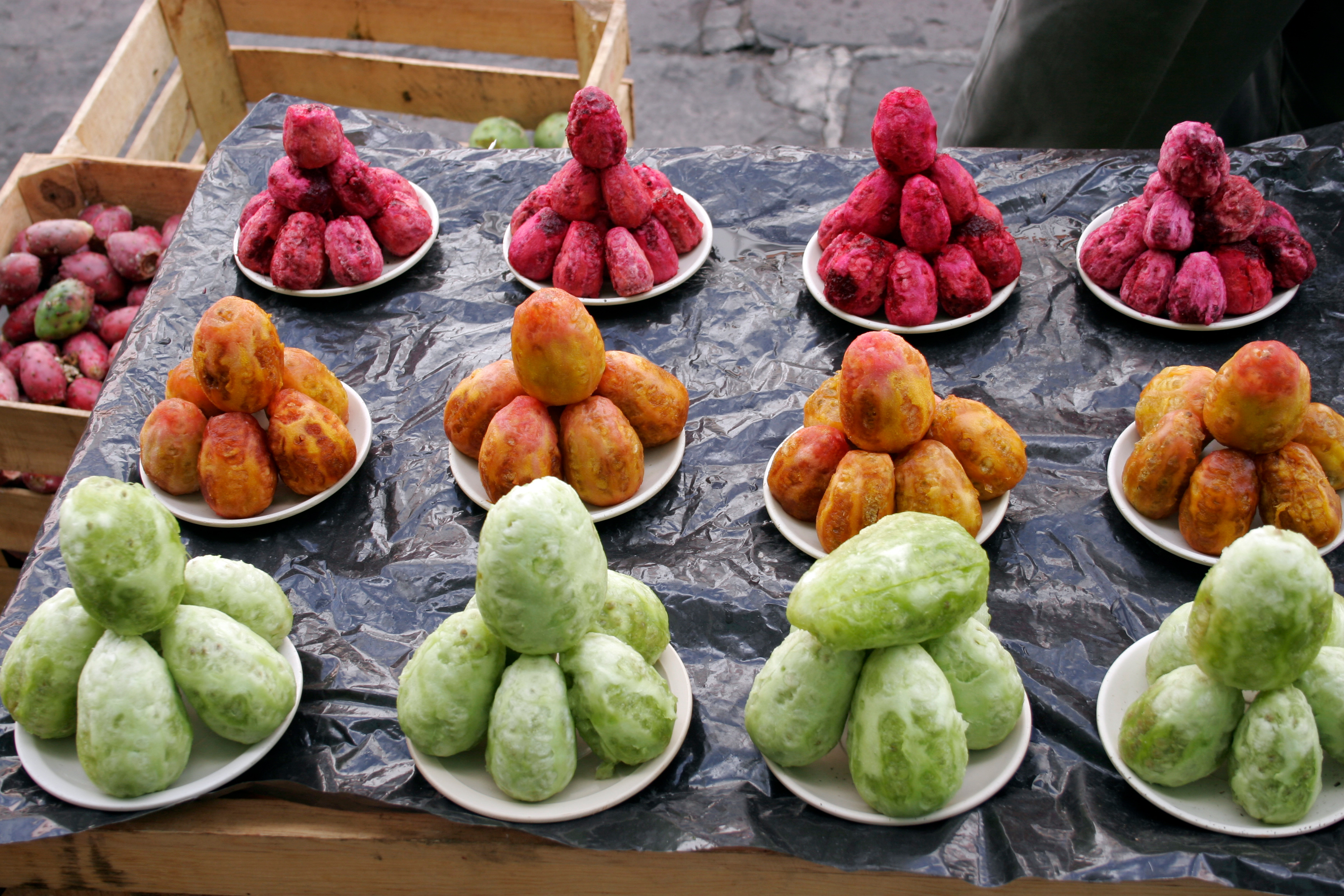
Kaktuszfügék a mexikói Zacatecas piacán

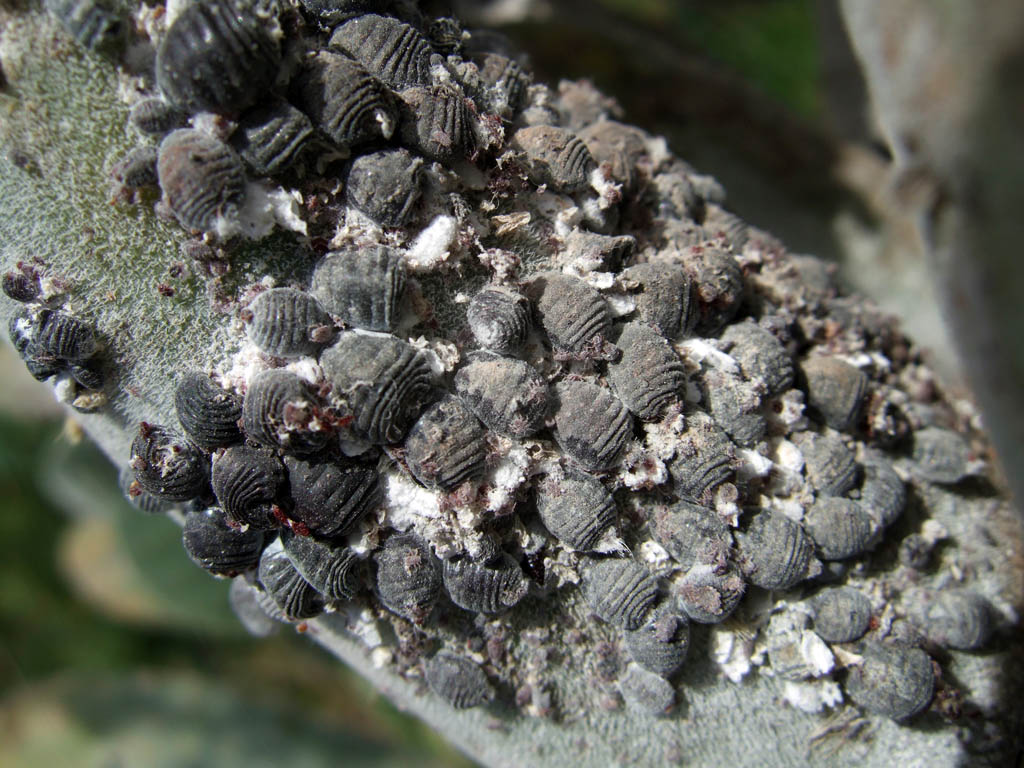
Bíbortetű-telep a kaktusz hajtásán

A fügekaktusz vagy medvetalpkaktusz (Opuntia) nemzetségébe a kaktuszfélék (Cactaceae) egyik alcsaládjába, a fügekaktuszformák (Opuntioidae) közé tartozó pozsgás növények tartoznak. Az Újvilágban (Észak- és Dél-Amerikában együtt) mintegy 300 fajuk ismert.
Az amerikai kontinens kiemelkedő, ősi indián civilizációi közül a legismertebb, de egyben a legrövidebb életű is az aztékoké volt. Istenük, Huitzilopochtli megígérte, hogy elvezeti népét oda, ahol letelepedhetnek, és felépíthetik nagy fővárosukat, Tenochtitlánt (A fügekaktuszok helyét). A helyet ott találják meg, ahol egy kaktuszon ülő sast látnak, csőrében kígyóval.

## Származása, elterjedése
Természetes élőhelye Észak-Amerika déli részétől a Tűzföldig terjedt – főleg a sivatagos-félsivatagos, illetve magashegyi tájakon, ide értve a kontinenshez közeli szigeteket is. Amerika felfedezése (1492) után robbanásszerűen szaporodtak el valamennyi kontinens meleg égövi zónáiban, amit jelentősen elősegített, hogy számos fajukat ültetvényeken termesztették a rajtuk élősködő bíbortetű tenyésztéséhez.
A legváltozatosabbak Dél-Amerika nyári esős trópusi területein, az Andok hasonló klímaöveiben, Mexikó és a Karib-tenger térségében. A trópusokon kialakult, alig tüskés „ősopunciák” a feltételezések szerint edafikus félsivatagokban élhettek, tehát olyan területeken, ahol a csapadékvíz nagyobb része elfolyt: sziklafalakon, szurdokvölgyek peremén. Így nőhettek a harmadkorban Észak-Amerikában nőtt trópusi-szubtrópusi erdők fölött, a sziklákon az Eopuntia douglasiik és rokonaik. Közvetlen leszármazottaik ma Észak-Amerika atlantikus területein, a Karib-tenger térségében és Dél-Amerika északi részén élnek (Venezuelától Brazíliáig). A mexikói nyári esős trópusi és a dél-amerikai magashegyi nyári esős trópusi övek kaktuszai már jóval szúrósabbak, hajtásaik pedig nem fényes zöldek, hanem hamvasak.
A télálló fajták kevéssé feltűnően, de stabilan Magyarországon is megtelepedtek. Sadler József (1791–1849), "Flora Comitatus Pestiensis" (Pest megye flórája) című tudományos munkájában ezt írja: „Opuntia ficus indica, indiai füge legtöbb európai nyelven, hasonló hazával bír mint az Agave, de sokkal terjedtebb az ó világban. Nálunk Sz. Gellérthegy déli oldalán szinte tenyészett vadon”."

## Megjelenése, felépítése
A fügekaktuszok sajátos külseje lehetővé teszi, hogy első pillantásra felismerjük őket: sokszorosan elágazó, módosult száruk ovális, lapos nyéltagok (cladodiumok) soraiból áll (erre utal „medvetalpkaktusz” elnevezésük), és az egyes nyéltagok csúcsaikkal csatlakoznak egymáshoz. Ez annak köszönhető, hogy minden évben (minden pihenőidőszak után) új tenyészcsúcsból folytatják a növekedést. A kaktuszoknál szokásos levéltövisek mellett a fügekaktuszok szártagjain csomókban horgasszőrök (glochidák) is nőnek. Ezek megérintve könnyen letörnek, és a bőrbe fúródnak, ami különlegesen jó védelmet biztosít számukra. Ugyanilyen horgasszőrök nőnek a fügekaktuszok termésein, a kaktuszfügéken is. A fiatal szártagokon hengeres, csúcsos levélcsökevények is megjelennek, de hamarosan le is száradnak. Nagyobb termetű fajai kedvező körülmények között elérhetik a 7–8 m magasságot.

## Életmódja
A fügekaktuszok egyértelműen szárazságkedvelő növények. Rendkívül hatékonyan hasznosítják és juttatják vissza a biomasszába a csapadékvizet. Vegetatív módon igen jól szaporodnak, és ezért a száraz, meleg éghajlatú vidékeken könnyen dominánssá válnak, kiszorítva az őshonos fajokat. Sok helyen (Dél-Afrikában, Ausztráliában) gyomként kezelik, míg másfelé sokoldalú felhasználhatóságuk, szárazságtűrésük és vízmegtartó képességük miatt termesztik őket.
A fügekaktusz fajok többsége erőteljesen, gyorsan nő. A hideget a kaktuszok többségénél jobban tűri, de csak jó vízáteresztő talajban marad meg, mert a pangó víz pusztulását okozza. Hímnős virágai a csúcsi szártagok felső szélén fejlődnek, többnyire tömegesen. Magházuk egy zömök, tojás alakú virágtengelyen ül, amelynek csúcsán helyezkedik el a 7–10 cm átmérőjű, számos, spirálisan elrendeződő viráglevélből álló párta.

## Felhasználása
A kaktuszfügét az indiánok már 9000 éve ették; a nazca és a maja indiánok már termesztették is. Az ocelot- és a jaguárbőrrel együtt fizetőeszközzé vált, és a kereskedelembe vonásával egész Közép-Amerikában gyorsan elterjedt, sőt, Kubába és a Karib-szigetekre is átjutott. Lisszabonba valószínűleg Kolumbusz közvetítésével került. A XV./XVI. század fordulóján a hajósok skorbut ellen használták, és ez nagyban hozzájárult ahhoz, hogy a mediterrán, száraz klímán Európában is elterjedjen. A XVIII. században ferences szerzetesek már Kaliforniában is termesztették.

### Étkezés
A kaktuszfüge (tuna) elterjedt fogyasztási cikk. Emellett zöldségként eszik vízraktározásra módosult, levélszerű szárát (a medvetalpat; nopal, nopalitos) is. Felhasználása hasonló, mint a zöldbabé. A szárat feldarabolják, és hússal, tojással, babbal, hagymával megfőzik. A nopalt fogyasztják főzve, sütve, grillezve, de nyersen is, salátának. Ital is készül belőle, sőt, alkoholtartalmú koktélokat is ízesítenek vele. A főzet ragasztóanyagot tartalmaz, amit a vályogtéglák összetapasztására használnak.
Az állati takarmánynak leginkább megfelelő fügekaktusz változatot Luther Burbank nemesítette ki.

### Élősködője, a bíbortetű
Az Óvilágban (különösen a Kanári-szigeteken) sokáig főleg a bíbortetű tenyésztésére termesztették. E célra nemcsak az eredeti gazdanövénye, a bíbortermő kaktusz (O. cochenillifera), de gyakorlatilag minden fügekaktusz alkalmasnak bizonyult.

### Gyógyászat
Dokumentumok szerint már 1552-ben használták gyógynövényként. Statisztikailag igazolt, hogy a kaktusz fogyasztói között kevesebb a túlsúlyos és a cukorbeteg. Sok hasznos fehérjét, poliszacharidot, vitamint és ásványi anyagot tartalmaz. Rendszeres fogyasztása csökkenti a koleszterin-, a triglicerid- és a vércukorszintet, szabályozza a tápcsatorna, a máj és a vese funkcióit, tisztítja a vastagbél alsó szakaszát. Rosttartalma olyan erősen köti meg az elfogyasztott táplálék lipid típusú anyagait (zsírt, olajat stb.), hogy azok ellenállnak a zsírbontó enzimek hatásának. Az így létrejött, gélszerű anyag a szervezetből természetes úton távozik, és esetenként magával viszi a táplálék cukortartalmának egy részét is. Az alkoholfüggőség okozta gyulladásokat gátolja.
A módosult szár poliszacharid-tartalmának vízvisszatartó képessége jelentős. A fügekaktusz-kivonatot tartalmazó krémek használata után a bőr kipihentnek, kisimultnak tűnik. Hatásos a forróság okozta sokk ellen, és egyben öregedésgátló is. A kivonatot hámsérülések kezelésére és gyulladások csökkentésére is használják.

### Építészet
Fatermetű (7–8 méteresre növő) fajait töviseik és rendkívül kellemetlen horgasszőreik miatt számos országban kerítésnek (sövénynek) ültetik.

### Kertészet
Télálló fajait sziklakertekben, a kis termetű fajokat szobanövényként termesztik. Utóbbiak közül a legkedveltebb a tövis nélküli Opuntia microdasys.
A legegyszerűbben a szártagok dugványozásával szaporítható – a dugványon a metszlapot hagyjuk beszáradni!

## Fontosabb, további fajok
- Legelterjedtebb fajuk a közönséges fügekaktusz (O. ficus-indica);
- A bíbortetű eredeti gazdanövénye a bíbortermő kaktusz (Opuntia cochenillifera)
- Gyűjteményekbe is alkalmas az Opuntia gosseliniana var. santa-rita
- Fatermetű az Opuntia leucotricha;
- Tunakaktusz: Opuntia tuna;
- Opuntia arenaria
- Opuntia cochabambensis
- Opuntia clavata
- Opuntia dejecta
- Opuntia inaperta
- Opuntia leptocaulis – dísznövényként termesztik;
- Opuntia rufida
- Opuntia spinosior – dísznövényként termesztik;
- Opuntia tunicata – dísznövényként termesztik;

## Télálló fajok
/Bővebben lásd: a Télálló kaktuszok c. cikket/
- Törékeny fügekaktusz (Opuntia fragilis)
- Kötélkaktusz (Cylindropuntia imbricata)
- Engelmann-fügekaktusz (Opuntia engelmannii)
- Hódfarkú fügekaktusz (Opuntia basilaris)
- Ördögnyelv-fügekaktusz (Opuntia humifusa vagy Opuntia rafinesqui)
- Coloradói fügekaktusz (Opuntia phaeacantha)
- Opuntia rhodantha

## Képek
|  |  |  |  |

|  |  |  |